# دافوس

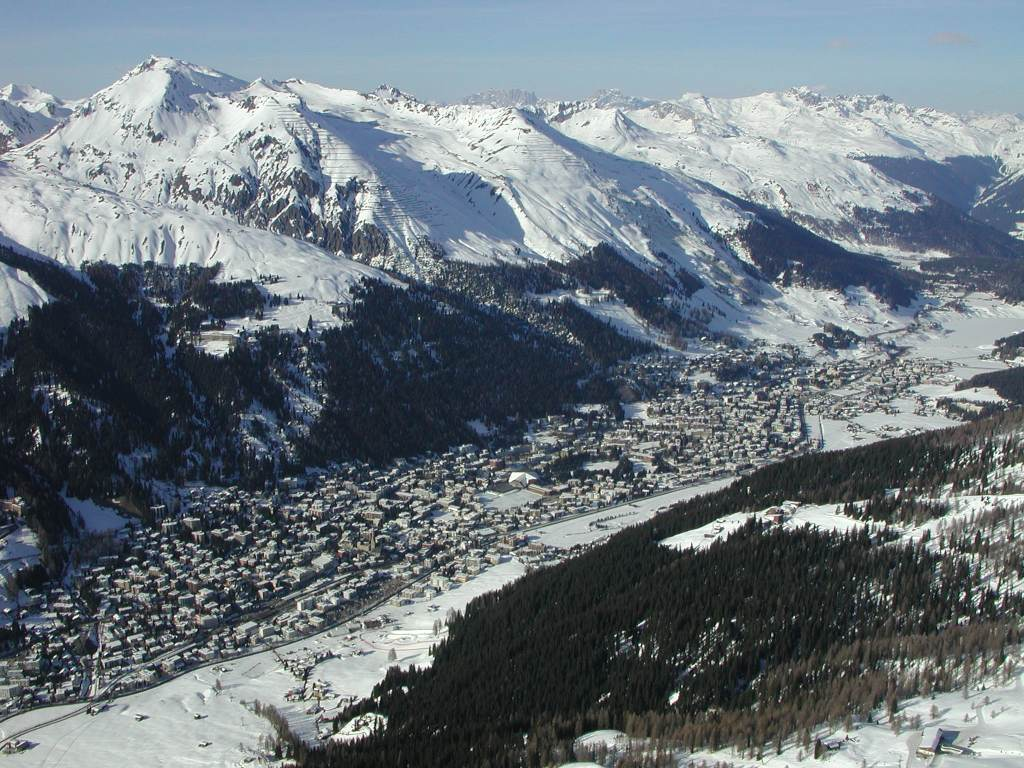
منظر جوي لمدينة دافوس في فصل الشتاء

دافوس (بالرومانش tavau, بالإيطالية tavate) هي مدينة صغيرة تقع على نهر لاندويسر في مقاطعة بريتيگاو بالالمانية (Prättigau) في كانتون غروباندن بسويسرا.
تشتهر دافوس بوصفها البلدة المستضيفة للاجتماعات السنوية للمنتدى الاقتصادي العالمي، الذي يجتمع فيه نخبة من رجال السياسة والأعمال من مختلف دول العالم للتباحث حول قضايا سياسية واقتصادية معينة، كما أنها تعدّ مركزا للرياضات الشتوية، ويقام فيها بطولة سنوية لهوكي الجليد يستضيفها أحد الأندية المحلية لهذه اللعبة.

## تاريخ
بدأت دافوس كمنطقة مأهولة منذ العصور الوسطى بهجرة الرومان إليها، وفي حوالي عام 1280م سمح بارونات منطقة فاز في كانتون غروباندن للولسريين الناطقين بالألمانية بالإقامة في دافوس ومنحوهم حقوق الإدارة الذاتية الكاملة، وبذلك أصبحت دافوس المستوطنة الأكبر للولسريين في شرق سويسرا، ولا يزال سكانها يتكلمون لهجة قد تبدو شاذة بالنسبة لسكان كانتون غروباندن، حيث تبدو فيها أوجه الشبه مع تعابير اللغة الألمانية في الأجزاء الغربية من سويسرا.
ابتداء من منتصف القرن الثامن عشر أصبحت دافوس وجهة شعبية للأثرياء والمرضى الباحثين عن العلاج الطبيعي، وذلك لأن المناخ الفريد للوادي المرتفع يوصى به من قبل الأطباء للمصابين بأمراض الرئة، وكان من المشاهير الذين قضوا شتاءهم في دافوس الأديب الإنجليزي روبرت لويس ستيفنسون وقد كان يعاني من مرض السل، وكذلك الروائي الشهير آرثر كونان دويل مبتكر شخصية شارلوك هولمز حيث كتب مقالاً عن التزحلق في دافوس عام 1889م، وإضافة إلى هؤلاء الأديب الألماني توماس مان.

## منتدى دافوس
منتدى دافوس منظمة غير حكومية لا تهدف للربح مقرها جنيف بسويسرا أسسها أستاذ في علم الاقتصاد كلاوس شواب في 1971. يعدّ هذا المنتدى بمثابة المساحة تلاقى النخب من 1000 من ممثلى الشركات المتعددة الجنسيات الكبرى من أمثال نستلة ونيكى وميكروسفت وبكتل، والقادة السياسيين بهدف النقاش في المشكلات الاقتصادية والسياسية التي تواجه العالم وكيفية حلولها. يعقد المنتدى اجتماعاته السنوية في دافوس «عاصمة مايكروسوفت» حيث يتم وضع مسودات لخطط ومشاريع اقتصادية مشتركة، هذا إلى جانب دوره التعبوى لسياسات النيوليبرالية للبنك الدولي ومنظمة التجارة العالمية والتي تستهدف بالأساس لخصخصة الخدمات الأساسية وتحريرالسوق وخلق مناخ يسمح بالاستثمار بما يتطلبه ذلك من إصلاحات سياسية.
وعلى الرغم من أنه رسميًا «منظمة غير حكومية ولا تستهدف للربح ومفتوحة لمن يرغب» إلا أن شروط عضويته تحتم على ان يكون دخل الشركة لا يقل عن مليار دولار في السنة، إلى جانب اشتراك عضوية سنوى 12.500الف  دولار، اما الاشتراك في المؤتمر السنوى فيتكلف 6.250 الف دولار، وإذا ارادت الشركة الاشتراك في وضع اجندة هذا المؤتمر قبل انعقاده فتتكلف 250.000 الف دولار، وإذا ارادت ان تكون شريك دائم فتدفع 78.000 الف دولار.
يحضر ذلك المؤتمر السنوى لفيف من النخب الاقتصادية إلى جانب رؤساء الحكومات والوزراء، وبعض منظمات المجتمع المدني المختارة إلى جانب بعض المحامين والصحفيين والأكاديميين المختارين بعناية والذين لا ضرر من قيامهم بمشاريعهم الخاصة.
وقد رأى قادة العالم ان الاجتماعات السنوية ليست بكافية لدرء مخاطر العالم، فوجبت الحاجة لعقد اجتماعات إقليمية من 5 إلى 10 اجتماعات إقليمية على مدار العام في أميركا اللاتينية وإفريقيا والشرق الأوسط من اجل التسريع لعملية «الانفتاح والاندماج الاقتصادي» والتعبئة لسياساته.
وكان نصيب منطقة الشرق الأوسط ثلاث اجتماعات إقليمية بدأت في 2002 حتى 2005 في الأردن على التوالي، تستهدف بالأساس لدمج المنطقة في الاقتصاد العالمي ومناقشة مستقبل «الشرق الأوسط الكبير» السياسي والاقتصادي وما يتطلبه ذلك من استقرار لتنشيط وجذب الاستثمارات. تناولت تلك الاجتماعات أسباب الإرهاب في المنطقة ومستقبل العراق وتأثيره، إلى جانب نقاش اتفاقيات تحرير التجارة وفتح الأسواق وارتفاع أسعار البترول.
وبما أننا كما قال الملك عبد الله "نعيش فرصة ذهبية للسلام والاستقرار والإصلاح الشامل بحلول 2010" فلا مفر من " حدوث تغييرات أليمة" كما وصفت لبنى القاسيمى وزيرة اقتصاد الإمارات" بدون ذكر ما نوع تلك "التغييرات الأليمة"، ولكي يحدث اى تطوير في المنطقة يجب أن "يتم من فوق" عن طريق قيادة حكيمة ومثابرة وصبورة كما عبر عنها عبد الحفيظ الشيخ- باكستان.
وعلى هامش تلك الاجتماعات الإقليمية، يتم عقد اجتماعات ثنائية لوضع خطط مشاريع اقتصادية مثل مشروع مد قناة بين البحر الأحمر والميت وهو مشروع مشترك بين الأردن وفلسطين وإسرائيل، وبحث منطقة تجارة حرة بين أمريكا والعرب، وبين العرب وإسرائيل إلى جانب مناقشات قضية السلام الكبرى المتمثلة في اجتماعات اللجنة الرباعية لخارطة الطريق مع شيمون بيريز وعباس وكولن باول.
وتمثل الأردن في ذلك السياق «روح دافوس في الشرق الأوسط» ونموذج للديمقراطية والإصلاح على الطريقة الأمريكية، فهى الدولة التي «في سلام مع جيرانها»، والتي عقدت اتفاقية تجارة حرة مع أمريكا ويمكن ان تلعب دور مستقبلي في مشروع الشرق الأوسط الكبير وعملية السلام بين العرب وإسرائيل.
وتكملة لسلسلة الاجتماعات الإقليمية لمنتدى دايفوس سوف يتم عقد الاجتماع الاقليمى القادم في مصر في شرم الشيخ من 20-22 مايو القادم تحت عنوان «السلام وفرص الرفاهية في الشرق الأوسط» ويهدف هذا الاجتماع لوضع برنامج اقليمى اقتصادي يفتح السوق ويجذب الاستثمار في مناخ من السلام والأمن وتوفير فرص عمل.
سوف يتناول الاجتماع التحديات التي تواجه جيل المستقبل «قيادي الشرق الأوسط» والذي «وجب له تطوير اجندة اقليمية لتعطي امل وتخلق فرص عمل للشباب وتحفذ السوق لوضع برناج شامل» والذي يمثل صميم مستقبل المنطقة، وسيتناول الاجتماع مواضيع أخرى تتعلق بدور القانون، والسلام والأمن، وكيفية تطوير القطاع الخاص في فلسطين، إلى جانب العلاقات بين أمريكا والعرب، وامن الخليج والناتو والسياسة الإسرائيلية امتدادا لوضع النساء والقانون إلى حرية التعبير والديمقراطية في المنطقة.
دافوس ودعم التعليم في مصر
«ان عقد الاجتماع في مصر يعطى إشارة واضحة للعالم كله ان مصر مفتوحة للاستثمار وجادة في عملية الإصلاح».
رشيد محمد رشيد، وزير التجارة والصناعة
«رياح التغيير تهب على مصر من الاتجاه الصحيح، الديمقراطية وفتح الأسواق يسيران يدا في يد».
احمد نظيف
«المنتدى يرحب بالتركيز على أجندة الببزنس وهو ملتزم بالعمل مع المجتمع الاقتصادي المصري والشرق اوسطي لدعم جهود المنطقة في موضعة نفسها بشكل تنافسى في السوق العالمي».
شريف الديواني مدير قطاع الشرق الأوسط وشمال أفريقيا في المنتدى 
في اطار الجوائز أو الاتفاقيات الجانبية التي مضى عليها وزير التعاون الدولى فايز أبو النجا، سوف تقدم وكالة المعونة الأمريكية كجزء من المساعدة لمصر ثلاث منح تساوى 67.9 مليون دولار. تلك الاتفاقيات تشمل التعديل الثالث للهدف الاستراتيجي لاتفاقية المنحة للتعليم الاساسي والتي تساوى 62.3 مليون دولار. التعديلات تهدف لدعم خطط الحكومة المصرية لتحديث التعليم، وبناء على رغبة وزارة التعليم لتطوير التعليم الثانوى في نفس الوقت الاستمرار في الانشطة الموجودة والتي خصص لها 105.9 مليون دولار كجزء من الاتفاقية. تلك الانشطة تشمل تدريب المدرسين، وإدارة المدرسة والاشتباك مع المجتمع المدني والقطاع الخاص في مجال التعليم.
الاتفاقية الثانية تشمل مساعدة القطاع المالى المصرى بحوالى 10 ملايين دولار تصل ل 57.7 مليون دولار. تستهدف تلك المنحة لتقديم الدعم التقني والتدريب لمساعدة الحكومة في تنفيذ خططها لتحديث أسواق المال، والخدمات التجارية والاستثمارية وتنفيذ الاصلاحات المطلوبة لدعم مشاركة القطاع الخاص.
اما الاتفاقية الثالثة فتهدف لزيادة كمية المنحة الموضوعة من soga  لمبادرات الادرة الحكومية وبرنامج الشراكة بحوالى 4.6 مليون دولار بالتوالى والمجموع يصل إلى 12.3 مليون دولار. هدفها هو تقديم خدمات قانونية في المحاكم العائلية والاجرامية وتدريب القضاة. والتدريب يهدف إلى فض المنازعات خاصة في القضايا التجارية المرتبطة بقضايا الاستثمار.
مجلس الاستثمار العربى (نواة دافوس للشرق الأوسط، اسس في 2003 في الاجتماع الاقليمى-الأردن)
يعمل بمبادئ:
القيادة الرشيدة- المسؤولية الاجتماعية للقطاع الخاص- القضاء على الفساد والرشوة- المحاسبية اما على المستوى العالمي فهو يحمل صوت القطاع الخاص في المنطقة العربية للعالم من خلال اتصالاته مع القادة السياسين ورجال الأعمال في الولايات المتحدة- الاتحاد الاوروبى ومجموعة الثمانية.
وكل ذلك بحسب المصدر نصا ودون تعليق.